# Tripogon leptophyllus
Tripogon leptophyllus là một loài thực vật có hoa trong họ Hòa thảo. Loài này được (A.Rich.) Cufod. miêu tả khoa học đầu tiên năm 1968.